# Tierra del rey Federico VIII
La Tierra del rey Federico VIII es una división geográfica importante del noreste de Groenlandia. Se extiende por encima del Círculo polar ártico desde 76°N hasta 81°N en dirección norte-sur a lo largo de la costa del mar de Groenlandia.

## Historia
Esta vasta región desolada todavía era territorio inexplorado alrededor de 1900. Fue explorada por la Expedición a Dinamarca de 1906-08, la Expedición a Alabama de 1909-1912 y por la Expedición danesa de JP Koch de 1912-13 a la Tierra de la Reina Luisa, cuando el monarca gobernante era Federico VIII (1843-1912).
El área entre 79° y 81°30´N fue marcada por primera vez como 'Tierra del Rey Federico VIII', en honor al Rey Federico VIII de Dinamarca, entonces monarca gobernante, por la Expedición a Dinamarca de 1906-08 en sus mapas de la región. Einar Storgaard volvió a utilizar el nombre en un mapa de 1927 y también propuso una división de la región en una parte norte y otra sur con una frontera a lo largo del fiordo Nioghalvfjerd. Finalmente, el nombre comenzó a usarse de forma generalizada solo después de la publicación de los informes de la Expedición de tres años al este de Groenlandia (Treårsekspedition) de 1931-34.

## Geografía
La Tierra del Rey Federico VIII se extiende entre los 76° N a lo largo del medio del fiordo de Bessel en el sur y los 81° N, el límite corre a lo largo del medio del fiordo de la Independencia y el glaciar Academia. Limita al sur con la Tierra del Rey Christian X, al norte con el mar de Wandel, al noroeste con la Tierra de Peary y al oeste con la capa de hielo de Groenlandia. Todo su territorio está incluido en la gran zona del Parque Nacional del Noreste de Groenlandia.
La Tierra del Rey Federico VIII se caracteriza por su geografía diversa, que incluye cordilleras como los Alpes de la Princesa Carolina-Mathilde, así como nunataks, como la Tierra de la Reina Luisa. Además, presenta extensas áreas cubiertas por glaciares, entre los que destacan Storstrommen, Zachariae Isstrom y Nioghalvfjerdsbrae, ubicados en el extremo noreste de Groenlandia. En las regiones costeras, se pueden encontrar fiordos como el fiordo Skaer, el fiordo Ingolf y el fiordo Borg, situados en la bahía de Dove, junto con numerosas islas costeras, tales como la isla Hovgaard en el mar de Groenlandia y la isla Princesa Thyra en el mar de Wandel. La capa de hielo de Groenlandia se extiende hasta la costa en la bahía de Jokel, y Flade Isblink, la mayor capa de hielo independiente de la región, también se localiza en la Tierra del Rey Federico VIII.
La zona de la Tierra del Rey Federico VIII está prácticamente deshabitada. Actualmente los únicos dos lugares habitados son:
- La estación meteorológica de Danmarkshavn está situada en la costa sur de la península de Germania.[6] La expedición a Dinamarca de 1906-08 la bautizó con el nombre de 'Danmark', el barco de la expedición que pasó el invierno allí.[4]
- Nord, una base militar/estación meteorológica danesa situada más al norte, en la península de Tierra del Príncipe Heredero Christian.

### Galería de imágenes
|  |  |  |